# Rigidoporopsis macrospora
Rigidoporopsis macrospora är en svampart som beskrevs av G.Y. Zheng & Z.S. Bi 1987. Rigidoporopsis macrospora ingår i släktet Rigidoporopsis och familjen Bondarzewiaceae.   Inga underarter finns listade i Catalogue of Life.